# Römersee (Heiden)
Der Römersee ist ein See im gleichnamigen ehemaligen Naturschutzgebiet in der Nähe von Heiden (Kreis Borken). Das NSG wurde im Jahr 1950 ausgewiesen und hatte eine Größe von 6,1 ha.
Heute wird der Römersee vor allem als Ansiedlungspunkt eines Campingplatzes genutzt.

## Geographie
Der Römersee liegt etwa 3 km nördlich der Ortschaft Heiden, am Rande des Höhenzugs Die Berge, die dem westmünsterländischen Sandgebiet zuzurechnen sind. An seiner Westseite verläuft die K55, die von Heiden nach Ramsdorf führt. Im Osten liegt ein größerer Campingplatz und eine Wochenendhaussiedlung. Nördlich  verläuft die B67.

## Entstehung und Geschichte
Der nur etwa 1,50 m tiefe Weiher ging vermutlich aus einem kleinen Hochmoor hervor, das sich in einer Senke gebildet hatte und später ausgetorft wurde.
Der Sage nach entstand der Römersee aus den Tränen und dem Schweiß der Römer, die hier auf der Rückkehr von der Varusschlacht Rast gemacht haben.
Später wurde am Rande des Naturschutzgebietes der noch heute vorhandene Campingplatz angelegt, eine Maßnahme, die mit dem Schutzziel unvereinbar war. Da die zahlreichen Besucher die Uferbereiche stark beeinträchtigten und auch der Badebetrieb nicht verhindert werden konnte, sah die Bezirksregierung in Münster schließlich von einer Erneuerung der Schutzverordnung ab. Allerdings war damals geplant, das Teilgebiet Thesings Venneken erneut als Naturschutzgebiet auszuweisen, was aber nicht geschehen ist. Im aktuellen Landschaftsplan des Kreises Borken ist Letzteres als Geschützter Landschaftsbestandteil (§ 29 BNATSCHG) gekennzeichnet.

## Flora
Noch in den 1950er Jahren war der Römersee von einer mit Wacholder bestandenen Heide und von Kiefernforsten umgeben. Zu den floristischen Kostbarkeiten des Gewässers gehörten u. a. die Flutende Binse (Isolepis fluitans) und der Schmalblättrige Igelkolben (Sparganium angustifolium), der nach Runge (1982) „noch 1973 in ziemlicher Menge vorhanden“ war. Eine aus den 1940er Jahren stammende Aufnahme zeigt an den Ufern zudem größere Bestände des Fieberklees (Menyanthes trifoliata). Die Art konnte noch 1979 von Wittig (1980) beobachtet werden. Außerdem wuchsen am Römersee (nach Streusloff 1938):
- Moosbeere (Vaccinium oxycoccus)
- Rasen-Haarsimse (Trichophorum caespitosum)
- Rundblättriger Sonnentau (Drosera rotundifolia)
- Sparrige Binse (Juncus squarrosus)
- Schmalblättriges Wollgras (Eriophorum angustifolium)
- Sumpfblutauge (Comarum palustre)
- Wassernabel (Hydrocotyle vulgaris)
- Weißes Schnabelried (Rhynchospora alba)

### Thesings Venneken
Ein Teilgebiet westlich der Straße trägt den Namen Thesings Venneken. Es handelt sich um ein weitgehend mit Kiefern aufgeforstetes Gelände, das ursprünglich fünf kleine Heideweiher enthielt. Hier fanden sich u. a.:
- Gewöhnliche Moosbeere (Vaccinium oxycoccos), nach Wittig noch 1973
- Glocken-Heide (Erica tetralix)
- Grau-Segge (Carex canescens)
- Mittlerer Sonnentau (Drosera intermedia)
- Scheidiges Wollgras (Eriophorum vaginatum), nach Wittig noch 1979
- Schmalblättriges Wollgras (Eriophorum angustifolium)
- Schnabel-Segge (Carex rostrata)
- Sumpf-Bärlapp (Lycopodiela inundata)
- Sumpf-Blutauge (Comarum palustre)
- Sumpf-Veilchen (Viola palustris)